# Grand Prix d'Ouverture La Marseillaise 2010
Il Grand Prix d'Ouverture La Marseillaise 2010, trentunesima edizione della corsa, valevole come evento dell'UCI Europe Tour 2010 e come prima prova della Coppa di Francia categoria 1.1, si svolse il 31 gennaio 2010 su un percorso di 139,7 km, con partenza e arrivo a Marsiglia, in Francia. La vittoria fu appannaggio del francese Jonathan Hivert, che completò il percorso in 3h34'02", alla media di 39,162 km/h, precedendo l'olandese Johnny Hoogerland ed il connazionale Samuel Dumoulin.
Sul traguardo di Marsiglia 97 ciclisti, su 135 partiti dalla medesima località, portarono a termine la competizione.

## Squadre e corridori partecipanti
| N.    | Cod. | Squadra               |
| ----- | ---- | --------------------- |
| 1-8   | COF  | Cofidis               |
| 11-18 | AST  | Astana Team           |
| 21-28 | FDJ  | FDJ                   |
| 31-38 | SKY  | Team Sky              |
| 41-48 | BTL  | Bbox Bouygues Telecom |
| 51-58 | SKS  | Skil-Shimano          |
| 61-68 | ALM  | AG2R La Mondiale      |
| 71-78 | VAC  | Vacansoleil           |
| 81-88 | SAU  | Saur-Sojasun          |

| N.      | Cod. | Squadra                 |
| ------- | ---- | ----------------------- |
| 91-98   | TSV  | Topsport Vlaanderen     |
| 101-108 | BSC  | Bretagne-Schuller       |
| 111-118 | LAN  | Landbouwkrediet         |
| 121-128 | AUB  | BigMat-Auber 93         |
| 131-138 | SKT  | An Post-Sean Kelly Team |
| 141-148 | RLM  | Roubaix-Lille Métropole |
| 151-158 | CTT  | Cervélo TestTeam        |
| 161-168 | CMO  | Carmiooro-N.G.C.        |
| 171-178 | WIL  | Verandas Willems        |

## Ordine d'arrivo (Top 10)
| Pos. | Corridore           | Squadra         | Tempo    |
| ---- | ------------------- | --------------- | -------- |
| 1    | Jonathan Hivert     | Saur            | 3h34'02" |
| 2    | Johnny Hoogerland   | Vacansoleil     | s.t.     |
| 3    | Samuel Dumoulin     | Cofidis         | s.t.     |
| 4    | Steven Cummings     | Team Sky        | s.t.     |
| 5    | Rémy Di Grégorio    | FDJ             | s.t.     |
| 6    | Pieter Jacobs       | Topsport Vl.    | s.t.     |
| 7    | Martial Ricci Poggi | Landbouwkrediet | a 2"     |
| 8    | Brice Feillu        | Vacansoleil     | a 5"     |
| 9    | Kalle Kriit         | Cofidis         | s.t.     |
| 10   | Romain Feillu       | Vacansoleil     | a 11"    |